# St. Joseph (Berlin-Siemensstadt)
Die römisch-katholische St.-Joseph-Kirche bildet mit dem angebauten Gemeindesaal und dem zweigeschossigen Pfarrhaus einen Gebäudekomplex im Berliner Ortsteil Siemensstadt des Bezirks Spandau. Er wurde 1935 fertiggestellt und steht unter Denkmalschutz.
Das Kirchengebäude ist in seiner Längsachse in West-Ost-Richtung an der Goebelstraße ausgerichtet, der eingeschossige Gemeindesaal hat seinen Eingang im Natalissteig 2, und das Pfarrhaus trägt die Adresse Quellweg 43. Die Saalkirche hat eine halbrund geschlossene Apsis und seitlich einen Turm auf quadratischem Grundriss.
Die Kirche gehört zur Pfarrei Heilige Familie – Spandau-Havelland im Erzbistum Berlin. 

## Geschichte
Die rasche Entwicklung des Stadtteils Siemensstadt begann, als am 3. November 1897 die damalige Siemens & Halske AG zunächst ein ca. 21 Hektar großes Areal der Nonnenwiesen zwischen den beiden Städten Charlottenburg und Spandau kaufte, um dort Industriebauwerke zu errichten. Damit ergab sich die Notwendigkeit, die soziale Infrastruktur um den Nonnendamm zu verbessern. Seit 1904 beteiligte sich Siemens & Halske auch an den ersten Wohnungsbauten für die dringend benötigten Arbeiter in den neu erbauten Werken. Ein zur Jungfernheide gehörendes Gelände wurde 1919 von Siemens zur Bebauung mit Wohnungen erworben. Die Siedlung Heimat, in der sich die St.-Joseph-Kirche befindet, wurde in zwei Bauabschnitten von den Wohnungsunternehmen „Heimat“ und „GAGFAH“ von 1930 bis 1935 erbaut.
Mit dem Zuzug der Arbeiter, die vorwiegend aus dem Rheinland, aus Westfalen, Schlesien und Bayern stammten, kamen auch die ersten Katholiken in die neu erbaute Siedlungen. Zunächst mussten die Gläubigen, die damals noch zur Pfarrei Spandau gehörten, die Gottesdienste in der Kirche St. Marien am Behnitz, ab 1910 in Maria, Hilfe der Christen mitfeiern. Auf Grund des beschwerlichen Weges dorthin entstand der Wunsch, eigene Gottesdienste vor Ort durchzuführen. Im April 1915 wurde daher der Kirchenbauverein Siemensstadt zur Erbauung eines eigenen Gotteshauses gegründet. Zunächst wurde der sonntägliche Gottesdienst im Zeichensaal der 11. Volksschule von Spandau gefeiert, später im Lichthof des Verwaltungsgebäudes der Firma Siemens. Nach dem Ersten Weltkrieg wurde eine Baracke erworben und kirchenförmig ausgestaltet, indem sie einen Glockenturm und eine Apsis erhielt. Am 2. November 1918 wurde die Behelfskirche geweiht. Die Gemeinde erhielt 1923 einen eigenen Seelsorger, sie wurde 1923 zur Kuratie und 1939 zur Pfarrei erhoben.
Im Zuge der Planung der Siedlung Heimat wurde auch die Errichtung einer festen Backsteinkirche vorgesehen. Der Bauplatz war eine Schenkung der damaligen Siemenswerke. Auf Grund der Wirtschaftskrise 1932–33 wurde mit dem Bau erst im Jahre 1934 begonnen. Architekt war Hans Hertlein, der Bauleiter des Siemenskonzerns. Die Kirchweihe war am 17. November 1935. Im Zweiten Weltkrieg wurde die Kirche beschädigt, dennoch war es möglich, auch während des Krieges die heilige Messe zu feiern.
Die Pfarrgemeinden Maria Regina Martyrum in Berlin-Charlottenburg-Nord und St. Stephanus in Berlin-Haselhorst wurden 1981 bzw. 2008 in die Pfarrei St. Joseph eingegliedert. Seit dem 5. März 2018  bildete die Pfarrei mit den Pfarreien Maria, Hilfe der Christen in Spandau, St. Konrad von Parzham in Falkensee sowie St. Johannes der Täufer Dallgow-Döberitz (Pfarrei St. Marien, Brieselang) den Pastoralen Raum „Spandau-Nord/Falkensee“. Am 1. Januar 2023 fusionierten diese Gemeinden zur Pfarrei Heilige Familie – Spandau-Havelland.

## Baubeschreibung

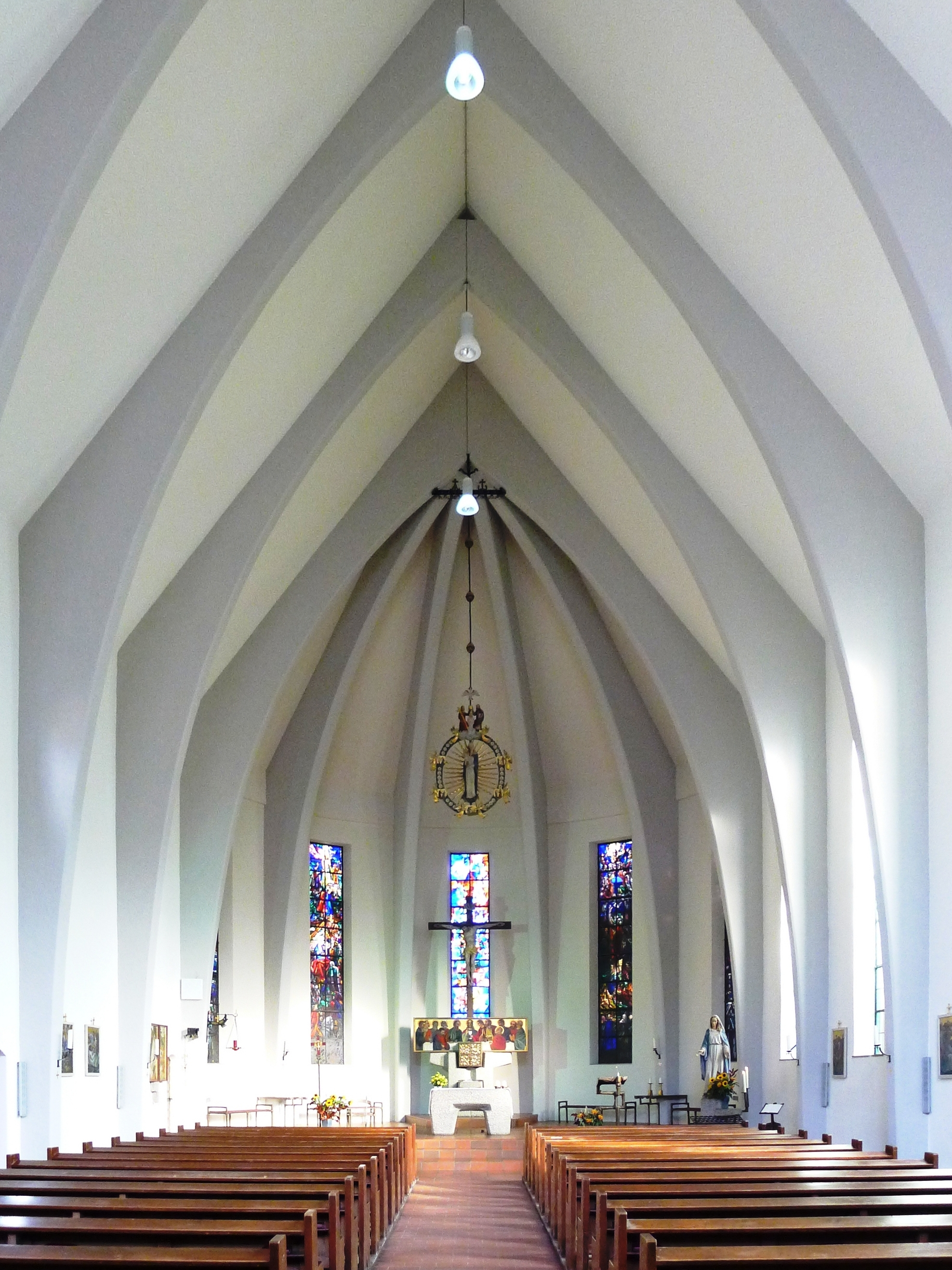
Inneres mit Blick zum Altar

Die von Siemens-Bauleiter Hans Hertlein entworfene Kirche entspricht der architektonischen Handschrift vieler Siemensbauten. Der schlichte, ornamentfreie Rechteckbau mit Satteldach und halbrundem Chorabschluss zeigt sachlich-reduzierte Bauformen im Stil einer gemäßigten Moderne. In der Außenwirkung vermittelt er nach Einschätzung der Kunsthistorikerin Christine Goetz den Eindruck einer traditionellen Dorfkirche.
Der mit dunkelroten Backsteinen verblendete, im Kreuzverband mit hellen Fugen versetzte Mauerwerksbau setzt sich deutlich ab im Vergleich zu den hell verputzten Wohnzeilen.
Die Mauerfluchten des Langhauses gehen ohne Einzug in das Halbrund der Apsis im Osten über. Die westliche Giebelwand ist mit einem Portikus und einer großen Fensterrose ohne Maßwerk versehen. Über dem Portal unterhalb des Baldachins befindet sich ein steinernes Relief mit biblischen Szenen zum heiligen Joseph, dem Patron der Kirche.
Anstelle eines Dachstuhls gibt eine hohe Stahlbetonbinderkonstruktion dem Kirchsaal mit einem bis zum offenen Dachfirst reichenden Giebelraum ein gotisches Gepräge. Acht Binder, die auf dem Fußboden mit der Krümmung ansetzen und die gesamte Breite des Kirchsaals spitzbogig überspannen, gliedern das Langhaus in Joche, drei halbe Binder gliedern die außen halbrunde Apsis innen in fünf sternförmig zulaufende Segmente eines Oktogons. Zwischen den Bindern befindet sich Mauerwerk bis zur Traufhöhe. Bei dieser Bauweise dienen die schräg geführten Schenkel der Binder oben als Dachkonstruktion für die Dachhaut.
Im Gegensatz zu Betonbindern wurden die horizontalen Träger der Empore über dem Eingang, auf der sich die Orgel befindet, aus grob gehobelten Doppelbalken gebildet, verstärkt durch stählerne Bänder. Das hohe Satteldach endet an der Hauptfront als Giebel und an der Ostseite über der Apsis als halbes Kegeldach.
Der an der Südwand angefügte kubisch-quadratische Turm hat ein flaches, kaum sichtbares Pyramidendach und zitiert zeitgenössische Industriebauten. Der Turm hat auf jeder Seite im Glockengeschoss jeweils zwei nebeneinander liegende und in drei Reihen übereinander stehende segmentbögige Schallöffnungen. Darunter trägt er an der Südseite ein Zifferblatt über einer kugelförmigen Monduhr.

## Ausstattung

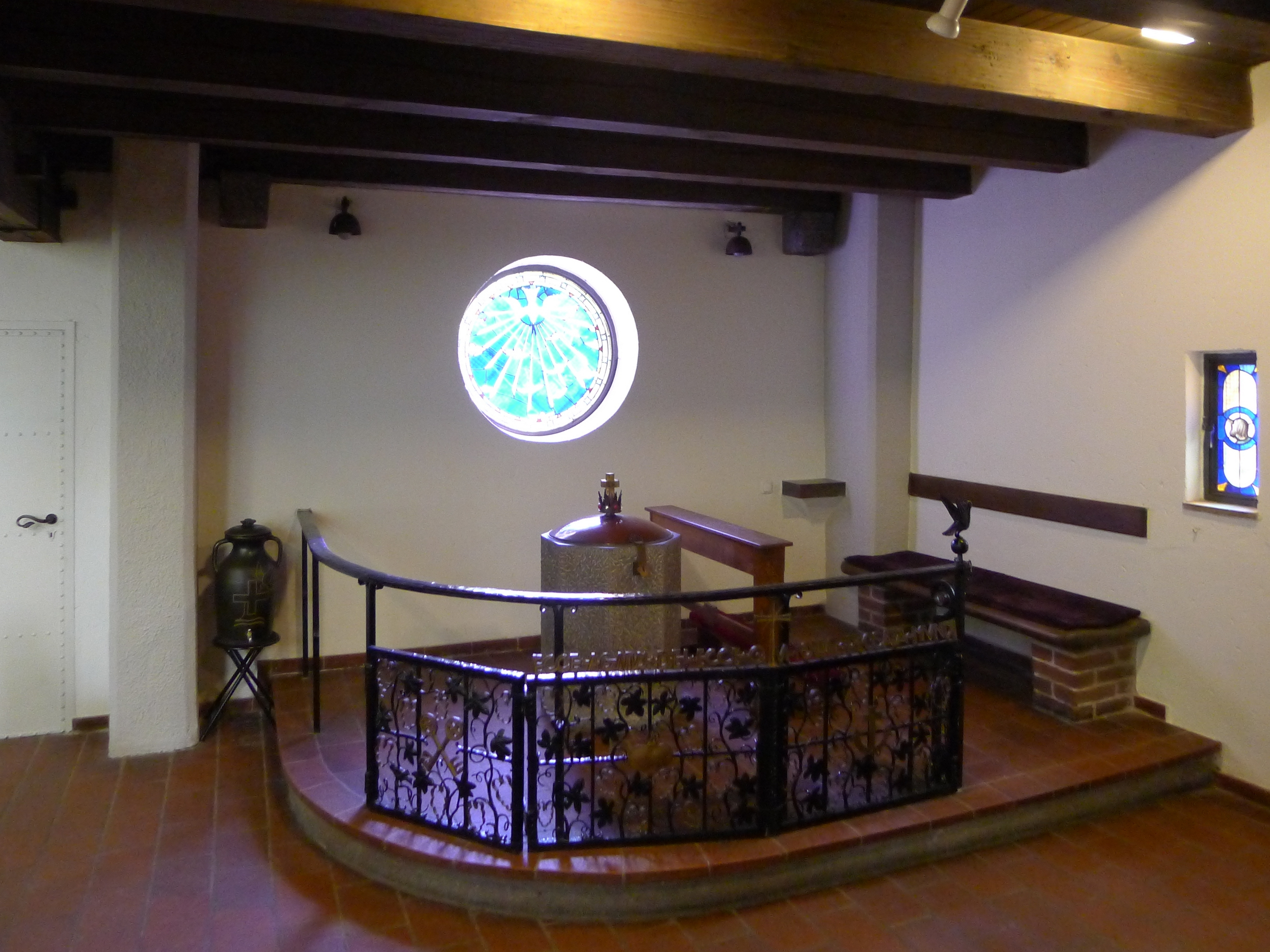
Die Taufkapelle

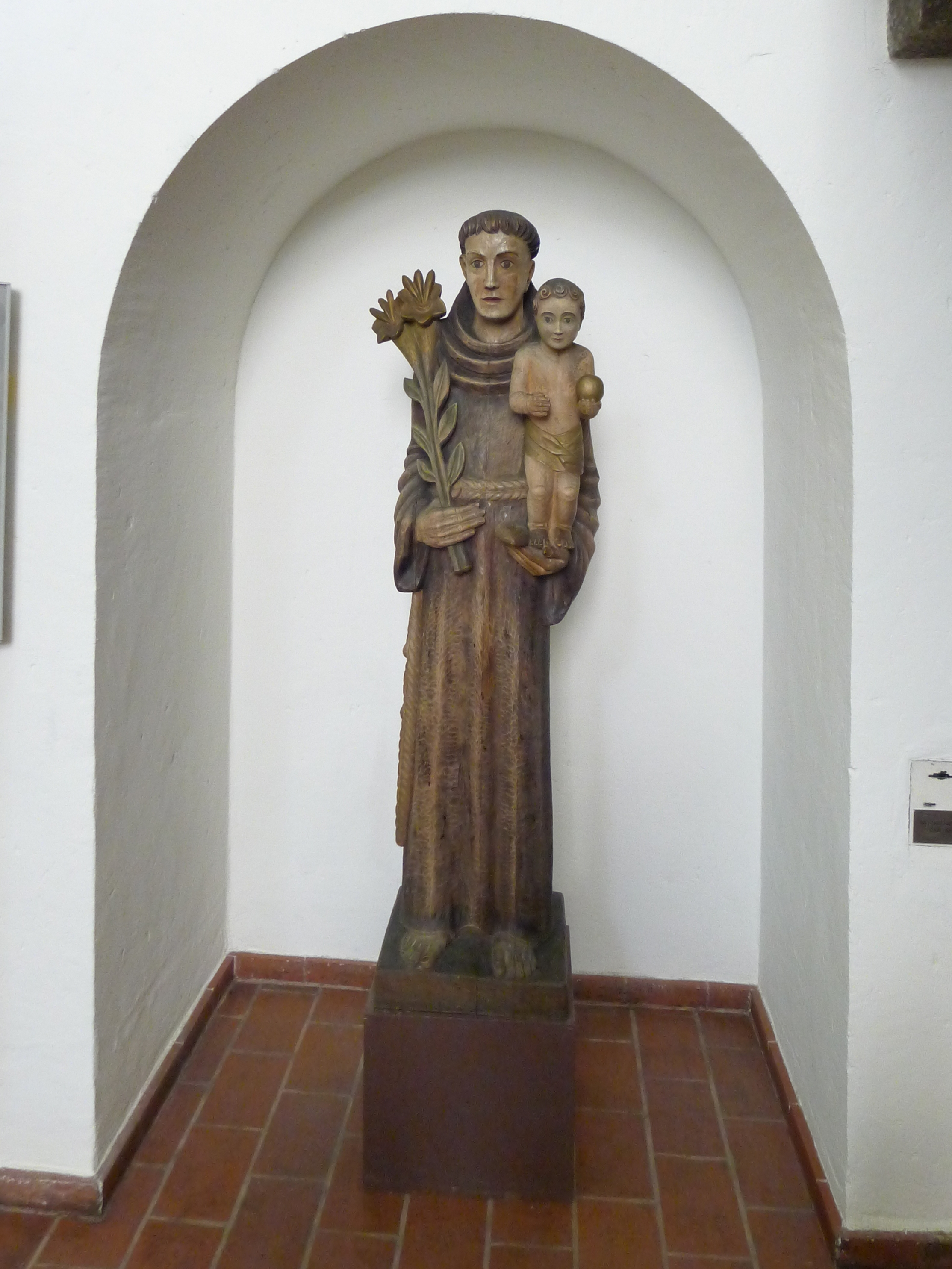
Antoniusstatue

Entsprechend der Liturgiereform des Zweiten Vatikanischen Konzils wurde der Innenraum durch Paul Brandenburg umgestaltet. Der Hochaltar, die Kanzel sowie die Kommunionbank wurden entfernt. Die Türen der Kommunionbank sind heute ein Teil der Taufkapelle. Paul Brandenburg schuf einen neuen Volksaltar sowie Leuchter und einen Ambo. Später wurden sie durch die Sedilien und den Osterleuchter ergänzt. Am 1. Mai 1974 wurde die Neugestaltung mit einem feierlichen Hochamt abgeschlossen.
Rechts vom Eingang befindet sich das achteckige Taufbecken in einem erhöhten und abgetrennten Bereich. Bedeckt ist es von einem runden Kupferdeckel mit einem Kreuz im Kronenaufsatz von Herbert Zeitner, der auch den Tabernakel entwarf. Links vom Eingang steht seit 1957 zum Gedenken für die Gefallenen der Gemeinde auf einem Sockel ein Kreuz tragender Christus.
An der Decke der Apsis wurde 1939 in lichter Höhe eine Rosenkranzmadonna angebracht, Maria mit dem Kind im goldenen Strahlenkranz, umgeben von einem längsovalen Rahmen. In einer optischen Achse darunter, jedoch an der Rückseite der Apsis, steht das schlichte Kruzifix, das ursprünglich Zentrum einer Kreuzigungsgruppe war, die auf dem Altarretabel stand. Das Altarretabel, eine Darstellung des letzten Abendmahles, befindet sich heute noch an seinem alten Platz. Es befindet sich in einer Achse über dem in das Bild hinein ragenden Tabernakel.
Im Zweiten Weltkrieg wurden zahllose Fenster mit Glasmalerei, die von den „Vereinigten Werkstätten für Mosaik und Glasmalerei“ gefertigt wurden, bei Bombenangriffen zerstört, so auch die Fensterrose von Josef Oberberger an der Giebelfront und die zehn hochrechteckigen Fenster, die sich vom Turm über die Apsis bis zum Pfarrhaus hinziehen. Das heutige runde Fenster in der Taufkapelle wurde aus Resten zerstörter Fenster zusammengestellt.
Hinter dem Kruzifix befindet sich ein abstraktes Fenster von Paul Corazolla, je zwei Fenster links und rechts mit Szenen aus dem Leben Christi stammen aus der Erbauungszeit der Kirche. An der Nordseite waren drei Rundfenster nach Entwürfen von Egbert Lammers auf den Innenhof zwischen Pfarrhaus und Gemeindesaal gerichtet. Unter ihnen ist ein kleiner Anbau angefügt, in dem die Beichtstühle untergebracht sind.
Seit 1937 steht in der Nähe des Taufbeckens in einer Wandnische das farbig gefasste Holzstandbild des heiligen Antonius mit dem Jesuskind auf seiner linken Hand.
Eine Marienstatue steht seit 1960 auf einem Sockel im Bereich der ehemaligen Kanzel. Die 14 Kreuzwegstationen sowie das Altarbild stammen von Hans Breinlinger.

## Orgel
Die Orgel steht auf der hölzernen Orgelbühne über dem Eingang. Sie wurde 1945 von der Firma Rieger Orgelbau (Zweigebtrieb Mocker/Schlesien}) als Opus 2690 erbaut und hatte 15 Register. 1960 wurde das Instrument durch Fa. Walcker um fünf Register erweitert, 1979 erhielt es eine elektrische Traktur sowie eine neobarockisierende Umdisponierung durch dasselbe Unternehmen. 2013 wurde die Orgel durch Jost Truthmann (Frankfurt/Oder) auf 27 Register – spielbar weiterhin auf zwei Manualen und Pedal – erweitert, und die ursprünglichen Spielhilfen (Crescendowalze u. a.) wurden wiederhergestellt.
Disposition
| I Hauptwerk   |     |        |
| Bordun        | 16' | (2013) |
| Prinzipal     | 08' |        |
| Flute         | 08' | (2013) |
| Doppelgedackt | 08' |        |
| Dolce         | 08' |        |
| Oktave        | 04' |        |
| Rohrflöte     | 04' | (1960) |
| Superoktave   | 02' |        |
| Mixtur IV     |     |        |
| Trompete      | 08' | (1960) |

| II Schwellwerk |     |        |
| Liebl. Gedackt | 16' | (2013) |
| Prinzipal      | 08' | (1960) |
| Rohrflöte      | 08' |        |
| Salicional     | 08' | (2013) |
| Celeste        | 08' | (2013) |
| Fugara         | 04' | (2013) |
| Flöte          | 04' |        |
| Piccolo        | 02' |        |
| Sesquialter II |     |        |
| Cymbel III     |     |        |
| Krummhorn      | 08' |        |
| Schalmey       | 04' | (1960) |
| Tremulant      |     |        |

| Pedal        |     |           |
| Subbass      | 16' |           |
| Echobaß      | 16' | (2013, T) |
| Prinzipalbaß | 08' |           |
| Baßflöte     | 08' | (2013)    |
| Choralbaß    | 04' |           |
| Fagott       | 16' | (1960)    |
| Trompete     | 08' | (2013, T) |
| Dulzian      | 08' | (2013, T) |
| Schalmey     | 04' | (2013, T) |

- T = Transmission
- Koppeln: II/I, I/P, II/P
- Freie Kombination, Crescendowalze, Zungenabsteller

## Glocken
Im Turm hängen eine Bronzeglocke und zwei Eisenhartgussglocken.
| Gießer          | Gießjahr | Material      | Schlagton | Gewicht (kg) | Durchmesser (cm) | Höhe (cm) | Inschrift                                                                 |
| --------------- | -------- | ------------- | --------- | ------------ | ---------------- | --------- | ------------------------------------------------------------------------- |
| Franz Schilling | 1964     | Bronze        | h'        | 270          | 80               | 60        | ST. JOSEF. VORBILD DER ARBEITER UND PATRON DER STERBENDEN, BITTE FÜR UNS. |
| Franz Weeren    | um 1950  | Eisenhartguss | fis'      | 282          | 86               | 63        |                                                                           |
| Franz Weeren    | um 1950  | Eisenhartguss | a'        | 180          | 72               | 54        |                                                                           |